# Kastala kloster
Kastala kloster var ett kloster inom Augustinerorden i Kongahälla i dåvarande Norge. Det ligger på Klosterkullen, strax nordost om Kastellegården vid Nordre älv sydväst om Kungälv. 
Kastala kloster stod klart före 1180 och är det äldsta kända klostret i Bohuslän. Det grundades av den norske ärkebiskopen Øystein Erlendsson, som tidigare varit kyrkoherde i Kongahälla.
Klostret stängdes 1533 och dess egendomar drogs in till kronan. Klosterbyggnaderna revs efterhand för att användas till bygget av Bohus fästning. Idag återstår enbart grundstenar till klostret.